# Molophilus (Molophilus) maurus
Molophilus (Molophilus) maurus is een tweevleugelige uit de familie steltmuggen (Limoniidae). De soort komt voor in het Palearctisch gebied.